# Klosteränge
Klosteränge är ett naturreservat i Roma socken och Viklau socken i Region Gotland på Gotland.
Området är naturskyddat sedan 1985 och är 29 hektar stort. Reservatet består av ett lövskogsområde med många gamla ekar. 